# Bezwstydny Mortdecai
Bezwstydny Mortdecai (ang. Mortdecai) – amerykański komediowy film akcji z 2015 roku w reżyserii Davida Koeppa, ze scenariuszem Erica Aronsona. Film jest adaptacją książek z cyklu Mortdecai, których autorem jest Kyril Bonfiglioli.

## Fabuła
Brytyjski arystokrata, będąc jednocześnie pracownikiem galerii sztuki oraz złodziejem, ma zamiar odnaleźć i zrabować obraz, który skrywa cenne informacje.

## Obsada
- Johnny Depp – Charlie Mortdecai
- Ewan McGregor – Insp. Alistair Martland
- Gwyneth Paltrow – Johanna Mortdecai
- Paul Bettany – Jock Strapp
- Jonny Pasvolsky – Emil Strago
- Olivia Munn – Georgina Krampf
- Michael Culkin – sir Graham
- Ulrich Thomsen – Romanov
- Alec Utgoff – Dmitri
- Paul Whitehouse – Spinoza

## Produkcja
Zdjęcia rozpoczęły się 21 października 2013 roku w Londynie. Sceny kręcono między innymi w Hedsor House & Park w Buckinghamshire, Hatfield House w Hertfordshire oraz National Art Library w Londynie.

## Odbiór

### Box office
Budżet filmu jest szacowany na 60 milionów dolarów. W Stanach Zjednoczonych i w Kanadzie film zarobił 7,7 mln USD. W innych krajach przychody wyniosły 39,6 mln, a łączny przychód 47,3 mln dolarów.

### Krytyka w mediach
Film spotkał się z negatywną reakcją krytyków. W serwisie Rotten Tomatoes 12% ze 112 recenzji jest pozytywne, a średnia ocen wyniosła 3/10. Na portalu Metacritic średnia ocen z 21 recenzji wyniosła 27 punktów na 100.

## Nagrody
Na 36 ceremonii rozdania nagród Złotych Malin, film zdobył nominacje w trzech kategoriach:
- Najgorszy aktor – Johnny Depp
- Najgorsza aktorka – Gwyneth Paltrow
- Najgorsze ekranowe dopasowanie – Johnny Depp i jego doklejane wąsy